# Slag bij Hjörungavágr
De Slag bij Hjörungavágr is een semi-legendarische Noorse zeeslag die in ca. 986 werd uitgevochten tussen de Deense Jomsvikingen en de Noorse jarls van Lade.

## Slag
De Jomsvikingen vielen vanuit het zuiden aan en werden geleid door Sigvaldi en Buí. De verdediging van de Noren werd geleid door Håkon Sigurdsson en zijn zoon Erik. In de eerste fase van de strijd hadden de Vikingen de overhand, maar het keerpunt kwam voor de Noren toen het begon met stormen. Sigvald trachtte met de helft van de vloot te vluchten, maar Buí bleef doorvechten. Volgens de meeste bronnen zou Buí in de slag zijn gesneuveld.